# Le Premier Mot
Le Premier Mot est un roman de Vassilis Alexakis paru le 18 août 2010 aux éditions Stock.

## Résumé
Exilé à Paris depuis l'instauration de la Dictature des colonels, Miltiadis est devenu un professeur renommé de littérature comparée, passionné des mots et du langage humain. Alors qu'il se meure et que sa sœur – la narratrice –, restée en Grèce, vient à Paris pour leur denier Noël en famille – auprès de sa nièce Théano, de l'ex-femme de son frère Aliki et de la mère de cette dernière –, il lui confie qu'il aimerait connaître le « premier mot » prononcé par un homme. Après l'enterrement de Miltiadis, sa sœur passe le mois de janvier 2009 dans le petit studio de travail de son frère de la rue René-Panhard pour poursuivre de manière informelle la (re)quête, rencontrant les amis de la communauté grecque de Paris et confrères de Miltiadis, divers universitaires spécialistes du langage, des neurosciences et sciences cognitives, d'anthropologie et d'ethnologie pour les interroger sur cette question. Impliquant une réponse nécessairement ouverte et spéculative, diverses hypothèses d'élaboration de la première parole et du premier mot permettent à la sœur de Miltiadis de satisfaire l'ultime interrogation de son frère et de retourner en paix dans son pays.

## Réception critique
Publié après l'obtention par l'auteur du Grand prix du roman de l'Académie française pour son précédent roman Ap. J.-C., le livre reçoit un accueil très favorable de la presse. Pour Télérama – qui lui accorde sa note maximale de trois T – le roman est une « enquête sur les mots et les deuils [...] plein[e] de fantaisie et d'enchantements », tout comme Le Nouvel Observateur jugeant qu'il s'agit « d'une mini-enquête policière constitu[ant] un bel hymne aux langues ». Le Monde le qualifie de « roman doux-amer » quand L'Express souligne le caractère « intelligent et touchant  » du roman.

## Éditions
- Éditions Stock, 2010  (ISBN 978-2234060975).
- Éditions Gallimard, collection Folio, 2012  (ISBN 978-2070443598).